# Saint-Jean-de-Galaure
Saint-Jean-de-Galaure es una comuna nueva francesa situada en el departamento de Drôme, de la región de Auvernia-Ródano-Alpes.

## Historia
Fue creada el 1 de enero de 2022, en aplicación de una resolución del prefecto de Drôme de 19 de octubre de 2021 con la unión de las comunas de La Motte-de-Galaure y Mureils, pasando a estar el ayuntamiento en la antigua comuna de La Motte-de-Galaure.

## Demografía
Según los datos aportados en la resolución del prefecto de Drôme, la comuna se crea con 1286 habitantes.

## Composición
| Comuna delegada     | Código INSEE | Población (2018) | Superficie (km²) | Densidad (hab./km²) |
| ------------------- | ------------ | ---------------- | ---------------- | ------------------- |
| La Motte-de-Galaure | 26216        | 794              | 7.73             | 103                 |
| Mureils             | 26219        | 469              | 5.45             | 86                  |